# Macrothemis absimile
Macrothemis absimile är en trollsländeart som beskrevs av Costa 1991. Macrothemis absimile ingår i släktet Macrothemis och familjen segeltrollsländor. Inga underarter finns listade i Catalogue of Life.